# جاي هنت
جاي هنت (بالإنجليزية: Jay Hunt)‏ (و. 1855 – 1932 م) هو مخرج سينمائي، وممثل، من الولايات المتحدة الأمريكية، ولد في فيلادلفيا، بنسيلفانيا، توفي في لوس أنجلوس، عن عمر يناهز 77 عاماً.

## وصلات خارجية
- جاي هنت على موقع IMDb (الإنجليزية)
- جاي هنت على موقع أول موفي (الإنجليزية)
- جاي هنت على موقع قاعدة بيانات برودواي على الإنترنت (الإنجليزية)
- جاي هنت على موقع قاعدة بيانات الأفلام السويدية (السويدية)
- جاي هنت على موقع قاعدة بيانات الفيلم (الإنجليزية)
- جاي هنت على موقع كينوبويسك (الروسية)